# ألان بارنز
ألان بارنز (بالإنجليزية: Alan Barnes)‏ (9 أكتوبر 1850 في المملكة المتحدة - 17 مايو 1915 في المملكة المتحدة) هو لاعب كريكت بريطاني (وحمل سابقاً جنسية المملكة المتحدة لبريطانيا العظمى وأيرلندا). لعب مع نادي مقاطعة ديربيشاير للكريكت ‏ ونادي مارليبون للكريكت ‏.